# Sojuz TMA-16M
Sojuz TMA-16M (ryska: Союз ТMA-16M) var en flygning i det ryska rymdprogrammet. Flygningen transporterade Gennadij Padalka, Michail Kornijenko och Scott J. Kelly till Internationella rymdstationen.
Farkosten sköts upp från Kosmodromen i Bajkonur, den 27 mars 2015, med en Sojuz-FG-raket. Dockningen skede endast några timmar efter starten.
Flygningen var början på Michail Kornijenko och Scott Kelly dryg elva månader långa vistelse ombord på rymdstationen.
Den 28 augusti 2015 flyttades farkosten från sin dockningsport på Pojsk till den aktre dockningsporten på Zvezda. Detta gjordes för att lämna dockningsporten på Pojsk fri för Sojuz TMA-18M, som anlände till stationen den 4 september 2015.
Den 12 september 2015, tog Gennadij Padalka, Andreas Mogensen och Ajdyn Ajymbetov plats i farkosten och lämnade rymdstationen. Några timmar senare återinträdde den i jordens atmosfär och landade i Kazakstan.
I och med att farkosten lämnade rymdstationen var Expedition 44 avslutad.

## Besättning

### Upp
- Gennadij Padalka, befälhavare
- Michail Kornijenko
- Scott J. Kelly

### Ner
- Gennadij Padalka, befälhavare
- Andreas Mogensen
- Ajdyn Ajymbetov

### Backup besättning
- Aleksej Ovtjinin, befälhavare
- Sergej Volkov
- Jeffrey Williams